# Derviš Korkut
Derviš Korkut (5. května 1888 Travnik, Bosna a Hercegovina – 28. srpna 1969 Sarajevo, Socialistická federativní republika Jugoslávie) byl bosenskohercegovský teolog, duchovní a pedagog bosňáckého původu. K jeho jménu často bývá přidávána iniciála M. (Muniba, tj. syn Muniba), aby se odlišil od svého příbuzného Derviše Korkuta.

## Životopis
Narodil se do travnické rodiny s bohatou tradicí islámské vzdělanosti. Jeho otcem byl Ahmed Munib-efendija (1848?–1925), ředitel v muslimské základní škole, ruždii, pak muderris (učitel) v travnické medrese a nakonec člen Ulema-medžlisu Islámského společenství v Bosně a Hercegovině. Ten se oženil s Šehidou/Šahidou Biščević, s níž přivedl na svět tři syny (Sakib, 1884–1929, Derviš, 1888–1969, a Hamdija). V druhém manželství s Arifou Oručovou se narodili synové Besim, 1904–1975, a Hazim. Vedle to měl pět dcer. Ahmedův bratr Muhamed Hazim-efendija byl v letech 1877–1914 travnickým muftím, stejně jako jejich otec Derviš Muhamed-efendija (1830–1877).
Derviš Korkut v Sarajevu dokončil Vyšší gymnázium (1901–1909, maturitní zkoušku složil 26. června 1909). Ve vzdělávání pokračoval v Istanbulu, a to na Teologické fakultě (Darülfünun-ı Şahane, diplom získal 13. července 1914). Po návratu do vlasti dva roky působil jako soukromý učitel náboženství, tureckého, francouzského a německého jazyka. V polovině roku 1916 získal místo učitele náboženství v Chlapecké učitelské škole (Muška učiteljska škola) v Derventě. V polovině roku 1917 byl mobilizován do rakousko-uherské armády, do konce roku 1918 sloužil jako vojenský imám a nemocniční kaplan (v Hodoníně, Lublani, Udine a nakonec v Sarajevu). Po skončení první světové války se vrátil do Derventy.
Na vlastní žádost byl 31. ledna 1921 uvolněn z učitelské služby. Nato ho 21. září Ulema-medžlis, nejvyšší rada Islámského společenství v Bosně a Hercegovině, jmenovala ekonomem-prefektem (mudiri-dahilija) reformované Okružní medresy v Sarajevu (otevřena 1916, od 1922 jako Vyšší medresa, 1924 zrušena), kde jeho bratr Sakib zastával post ředitele. Zde zůstal jen krátce, jelikož následujícího roku byl jmenován vedoucím III. třídy Muslimského oddělení Ministerstva věr Království Srbů, Chorvatů a Slovinců. Z tohoto místa byl na nátlak Radikální strany donucen odejít. Propuštěn byl 24. dubna 1923. Poté čtyři roky neměl stálé zaměstnání.
Od září 1923 do října 1925 byl prvním a posledním generálním tajemníkem Jugoslávské muslimské národní organizace (Jugoslavenska muslimanska narodna organizacija, JMNO), která se odštěpila od Jugoslávské muslimské organizace. JMNO vedl tuzlanský muftí Ibrahim-efendija Maglajlić a při parlamentních volbách roku 1923 propadla, poté víceméně stagnovala a nakonec se rozpadla.
Roku 1926 se obrátil na ministerstvo školství v Bělehradě s žádosti o přidělení místa učitele náboženství v Chlapecké preparandě v Sarajevu nebo úředníka v Zemském muzeu v Sarajevu. Jeho žádosti bylo vyhověno 14. dubna 1927, kdy byl jmenován kustodem v Zemském muzeu. Na tomto místě setrval dva roky, než byl 15. září 1929 po nenadálé smrti svého bratra Sakib-efendiji jmenován jeho nástupcem v úřadu travnického muftího. Tuto funkci vykonával rok, než byl úřad muftího zrušen. Roku 1930 byl umístěn do muzea v Centinji a následně do Zemského muzea v Sarajevu (1937–1944). Dne 6. října 1944 sám vůdce chorvatských fašistů Ante Pavelić Korkuta jmenoval knihovníkem Chorvatské národní a univerzitní knihovny, na toto místo ale nikdy nenastoupil a raději předstíral dlouhodobou zdravotní neschopnost. Mezi lety 1945 a 1947 znovu pracoval v Zemském muzeu. V roce 1947, dva roky poté, co se v Bosně a Hercegovině dostali k moci komunisté, byl zatčen a nato coby člen smyšlené „Skupiny Kasima Dobrači“ odsouzen na osm let těžkého žaláře. Ve vězení nakonec strávil šest let (od 7. dubna 1947 do 7. června 1953). Od roku 1953 působil coby kustod Muzea města Sarajeva.
S odstupem mnoha desetiletí vyšlo najevo, že Derviš Korkut se za druhé světové války dopustil několika statečných činů. Po německé invazi do Jugoslávie v dubnu 1941 skryl vzácnou sarajevskou hagadu před nacisty, kteří se ji chtěli zmocnit. Před jistou smrtí v koncentračním táboře pak zachránil Židovku Miru Papo. Roku 1994 za to manželé Korkutovi získali titul Spravedlivý mezi národy.
Korkut přispíval do mnohých periodik, mezi nimiž nechyběl Gajret, Pravda, Iršad, Večernja pošta aj. Mezi lety 1933 a 1936 redigoval věstník nejvyššího stařešinstva Islámského společenství (Glasnik Vrhovnog starješinstva Islamske vjerske zajednice Kraljevine Jugoslavije).
Roku 1940 se oženil s dcerou albánského intelektuála a jugoslávského poslance z Kosova Asim-efendiji Luzhy (1938–1941), které tehdy bylo sotva 16 let. Servet (1924?–2013) mu porodila syna Muniba a dcery Abidu a Lamiju (*1955, vdaná Jaha). Během výkonu trestu se jeho žena přestěhovala do Kosovské Mitrovice za příbuznými, starší dcera Abida v tomto čase podlehla meningitidě.
Dervišův bratr Sakib byl travnický muftí (1927–1929) a bratr Besim přeložil Kurʼán do srbochorvatštiny (bosenštiny).

## Dílo
- Travnik u prošlosti 1464–1878 (Travnik v minulosti 1464–1878, Travnik 1961), autoři: Hamdija Kreševljaković a Derviš Korkut